# 中間錫伯鯰
中間錫伯鯰，為輻鰭魚綱鯰形目北非鯰科的其中一種，廣泛分布於非洲的淡水流域，體長可達60.5公分，棲息在中上層水域，屬肉食性，以昆蟲、魚類等為食，生活習性不明，可作為觀賞魚。

## 擴展閱讀
維基物種上的相關：中間錫伯鯰